# 労働争議
労働争議（ろうどうそうぎ）とは、労働者が自らの労働条件の向上を目指して行う様々な活動である。
日本法である労働関係調整法6条では、「この法律において労働争議とは、労働関係の当事者間において、労働関係に関する主張が一致しないで、そのために争議行為が発生している状態または発生する虞（おそれ）がある状態をいう」と定義されている。
労働者（組合）の側から見た場合には「労働闘争」、「労使紛争」とも呼ばれる。

## 争議行為の種類
労働争議状態における労働者による争議行為について以下にて説明する。なお、使用者側による争議行為としてはロックアウトがある（ストライキとは逆の手法）。

### ストライキ
ストライキは争議行為の一つで「スト」「同盟罷業」（どうめいひぎょう）ともいう。

#### ピケッティング
ピケッティング（英：picketing）とは労働者側がスト破りを防ぐために組合員が職場を見張って他の労働者を入れさせないようにし、ストライキなどの実効性を確保する行為である。世間にストライキ目的を訴えるためになされることもある（この場合、会社・事業所の出入り口に数名の見張りを立てることが多い）。「ピケ」「ピケット」「ピケを張る」ともいわれる。労働組合にはその労働運動における団結を維持する為の統制権が認められており、組合員以外の労働者の就業を妨害しない限りにおいて合法とされている。
- これとは逆に使用者側が労働者を職場から閉め出す行為はロックアウトといわれる。

### サボタージュ
サボタージュ（仏: sabotage）とは、日本語として定着した「サボる」の元の言葉であり、フランス語が起源である。「サボ」「怠業」「同盟怠業」ともいわれる。サボタージュは「木靴（sabot）」から派生したフランス語で、元来は争議行為中に木靴で足踏みをして相手の声をかき消したり、工場や農場などで仕事をしたくない労働者が木靴を投げ込んで機械を故障させ修理が済むまでの操業停止を仕組んだこと。そこから今日のような「怠業」という意味が生まれた。
争議行為としてのサボタージュは労働者が仕事の能率を著しく、又は会社にダメージを与えていることが判る程度に落として会社に自分たちの労働条件の向上のメッセージを送ることである。このやり方は、争議権が認められていない公務員も制度上合法的に行うことが出来る。
消極的怠業（順法闘争、安全サボなど）は正当な争議行為だが、積極的怠業（不良品の故意の製造など）は不当な争議行為として刑事免責及び民事免責を受けられない。

#### 順法闘争（遵法闘争）
業務に関わる法令や規則を厳守し、ときには法令や規則の過剰解釈によって業務能率を停滞させるサボタージュの一種である。主に国家公務員などが用いた戦術。スト実施側の理屈としては、法令・規則を遵守しているのであるから形式的には通常の業務行為であり、ストライキではないというもの。したがって「順法闘争」というのはスト側の呼び方であり、NHKなど日本の主要マスコミは「いわゆる順法闘争」と言っていた。
日本では下記に示す旧日本国有鉄道（国鉄）の過剰な拡大解釈による順法闘争がよく知られている。むろんこれは極端な例であり、「強要されていた違法残業や過剰労働の徹底拒否」といったような「違法状態からの回復」という順法闘争もあることに留意。

##### 日本国有鉄道の順法闘争
日本国有鉄道（国鉄）の労組職員（主に国労・動労）がよく用いた順法闘争として「安全サボ」がある。列車運転時にカーブや駅など速度を落とす区間がある場合、規定で定められた以上に速度を落とし列車を遅らせてダイヤを乱し、上層部に労働条件向上を求めるメッセージを送るという方法である。
例えば列車前方の線路上に鳥がいた場合、ほぼ必ず鳥は逃げるため通常はそのまま走行しても全く問題がないが、順法闘争では「線路上に障害物を発見したから」等という理由で列車を最徐行または停止させたり、ホームに人が多いから安全のために駅の手前で停止させたりするなど、安全のために運転士に認められている行為を逆手にとって、過剰な遅延を発生される戦術が取られた。列車過密輸送により規程を守っていると列車が遅れてしまうというように違反が常態化している場合もあったが、規程で定められた上限よりも極端に速度を落としたり危険を感じたと称して停止したりすることもあった。
この闘争の方法は、法的に明確に禁じられた行為とまでは言えないが、利用者の激しい感情的反発を買うことになる。ストライキによる列車運休ならば通勤・通学を完全に諦める乗客が多いが、順法闘争の場合は列車が削減・遅延されても一応動いているためそれが出来ず（遅延証明書の発行はあった）、結果として乗客は闘争の時期には列車を待つため長い行列を作り、更に混雑する列車に押し込められる状態にされていた。このことが、後述するようにしばしば暴動にまで発展する結果につながる。
国鉄の労働組合がこの闘争手段を初めて採用したのは1952年12月14日のことである。国労は、それまでスト禁止を補完する公共企業体仲裁委員会や公共企業体調停委員会（のちに公共企業体等労働委員会に一本化）に賃金についての仲裁や調停を申請していたが、政府がそれらを「財政の逼迫」を理由に拒否することが相次いだため戦術を転換した。1956年、仲裁裁定実施につき政府の努力義務が公共企業体等労働関係法に盛り込まれ、翌年から仲裁裁定は完全実施された。しかし、国労側は「裁定審議の引き延ばし」などを理由に春闘で順法闘争を敢行した。「一斉休暇闘争」や「緊急職場集会」といった「実質的なスト」もおこなわれるようになり、さらに1961年には国労を含む公労法関係労働組合協議会が非合法を承知でのスト実施を宣言するにいたるが、その後も順法闘争は争議手段として用いられた。
1970年代にはこの順法闘争が頻発した。通勤電車におけるダイヤの乱れと混雑が助長、恒常化したために利用者の不満は大きく、埼玉県の上尾駅を中心とする乗客による暴動（上尾事件）や、首都圏の複数の駅における同時多発的な暴動（首都圏国電暴動）に発展する場合もあった。また順法闘争などと言いながら、その一方で自らは服装規定違反、食事をしながらの運転行為、業務放棄、横柄な接客態度などが常態化し、果ては飲酒乗務による事故（名古屋駅寝台特急「紀伊」機関車衝突事故や西明石駅寝台特急「富士」脱線衝突事故 ）まで発生した。そのため、利用者の賛同は得られず、ほぼ敵意のみが向けられる結果となった。
一連の順法闘争が首都圏各地で乗客の暴動を招き、利用者のいわゆる「国鉄離れ」が決定的となった面もある。この頃はモータリゼーションの高まりにより鉄道全体の利用客が減少した面もあるが、首都圏における鉄道利用の通勤客は増大するばかりであった。
旅客輸送では、乗客は列車の遅延に対して私鉄やバスなどの代替交通手段に乗り換えるなど対処できるが、貨物輸送の事情は深刻であった。前述の通り、折しもこの時期はモータリゼーションによって高速道路や高規格国道の整備が進んでおり、トラック輸送が中心となりつつあった。そして、貨物が自ら乗換えることができなかったこと、意図的にダイヤを乱したことで輸送の信頼性を損なったため貨物でも「国鉄離れ」が進み、トラック輸送へのシフトが加速した結果、接続する私鉄の貨物も減収するという皮肉な結果となった。地方の中小私鉄で貨物を主体に収益を上げていた会社は続々と赤字転落に陥り、少なくない数の路線・会社が廃止・解散に追い込まれた（例：1984年2月に廃止となった別府鉄道）。
さらには、労働争議に積極的ではない組織の構成員に対して業務を妨害する、危害を加えるといった悪質な行動（吊し上げ）も散見された。挙句には運用できないよう予め車両の部品を取り外す、運転機器を破壊するといった行為まで行われ、結局行き過ぎた順法闘争は国民の反感を買ったばかりか、経営面では特に貨物輸送に打撃を与え、当時の首相であった三木武夫により「ストには屈しない」とする声明が出されたことで、国労側の完全敗北と言う形で終結した（詳細はスト権スト）。

### ボイコット
ボイコット（英：boycott）とは労働者が自社製品の購買を控えるように訴え、使用者に経済的打撃を与え、自らの団体目的達成を目指す行為である。「不買運動」ともいう。原則として合法であるが、取引先に不買を働きかける二次的不買運動は違法とされている。

## 労働争議の現況
厚生労働省の調査によると、過去3年間（平成26年7月1日~平成29年6月30日）において、労働組合と使用者との間で発生した労働争議の状況をみると、「労働争議があった」1.7%（平成24年調査3.6%）、「労働争議がなかった」98.1%（同96.4%）となっている。また、過去3年間に労働争議があった労働組合について、争議行為と第三者機関の関与の状況をみると、「争議行為と第三者機関の関与があった」25.5%（同12.2%）、「争議行為のみで第三者機関の関与がなかった」55.6%（同63.0%）、「第三者機関の関与のみで争議行為がなかった」19.0%（同24.7%）となっている。過去3年間に労働争議がなかった労働組合について、その理由（複数回答 主なもの3つまで）をみると、「対立した案件がなかったため」53.6%（同44.7%）が最も高く、次いで「対立した案件があったが話合いで解決したため」38.5%（同43.7%）、「対立した案件があったが労働争議に持ち込むほど重要性がなかったため」11.6%（同15.2%）となっている。
平成30年の労働争議は、「総争議」の件数は320件、総参加人員は103,342人となっており、前年に比べ、件数は38件（10.6%）減、総参加人員は28,915人（21.9%）減となった。「総争議」の件数は、比較可能な昭和32年以降、最も少なかった。このうち、「争議行為を伴う争議」の件数は58件、行為参加人員は10,059人となっており、前年に比べ、件数は10件（14.7%）減、行為参加人員は7,553人（42.9%）減となった。平成30年の「総争議」の件数を要求事項別（複数回答。主要要求事項を2つまで集計）にみると、「賃金」に関する事項が162件（総争議件数の50.6%）と最も多く、次いで、「経営・雇用・人事」に関する事項が117件（同36.6%）、「組合保障及び労働協約」に関する事項が88件（同27.5%）であった。